# پریسلونیتسا
پریسلونیتسا (به صربی: Prislonica) یک روستا در صربستان است که در Moravica District واقع شده‌است.
 پریسلونیتسا ۲۲٫۱۲ کیلومتر مربع مساحت و ۱٬۴۲۴ نفر جمعیت دارد و ۳۴۴ متر بالاتر از سطح دریا واقع شده‌است.